# Шахан, Авигдор
Авигдор Шахан (ивр. אביגדור שחן‎, при рождении Ша́дхен, в первые годы после репатриации Шадха́н; 16 октября 1933, Хотин — 21 августа 2023) — израильский историк и детский писатель, известный своими трудами в области военной истории Израиля и исследованиями Холокоста в Транснистрии.

## Биография
Родился в 1933 году в Хотине в семье Якова Моисеевича (Янкеля Мойше-Вольфовича) Шадхена и Татьяны Мордховны Шадхен (урождённой Фурман); в раннем детстве рос в Комарово, где жила семья матери и где он учился в еврейской школе. После оккупации села румынскими войсками в июле 1941 года был с родителями, младшей сестрой и всей семьёй матери интернирован в гетто Сокирян, оттуда в сентябре того же года вся семья в ходе марша смерти была депортирована в Транснистрию. Большая часть семьи погибла в марше смерти и в Копайгородском гетто. После освобождения жил в Румынии, где стал активистом молодёжной сионистской организации ха-Ноар ха-Циони.
В конце декабря 1947 года на корабле «Кибуц Галиот» нелегально выплыл с семьёй в подмандатную Палестину. Корабль был перехвачен британскими властями и все пассажиры были переправлены в лагерь для перемещённых лиц на Кипре. В марте 1948 года им удалось добраться до Палестины, где он с сестрой были размещены в детском поселении. После призыва в армию принимал участие в Синайской войне 1956 года.
В 1970 году окончил Еврейский университет в Иерусалиме в области гуманитарных наук и педагогики; там же защитил диссертацию доктора философии. В 1974 году был назначен директором еврейской педагогической семинарии в Мехико. В 1978 году вернулся в Израиль.
Первая монография Шахана «Крылья победы» (1966) была посвящена зарождению военно-воздушных сил Израиля и была удостоена премии имени Жаботинского. Военной истории была также посвящена вышедшая в 1993 году монография о операции «Энтеббе». В 1988 году опубликовал монографию о гетто и концентрационных лагерях Транснистрии во время Второй мировой войны. Помимо трудов по истории Шахан опубликовал серию романов для юношества из четырёх книг, основанных на его собственных воспоминаниях о нелегальной эмиграции из Румынии. Ещё один исторический роман для детей на библейскую тематику был издан в 2011 году. Книга о поисках потерянных колен израилевых «По пути с Самбатиону» вышла в 1988 году (английский перевод — 2007 и 2013). Рассказ «Иерусалим небесный» в русском переводе Светланы Шенбрунн вошёл в антологию «Кипарисы в сезон листопада» (М.: Текст, 2006).
На протяжении десятилетий служил инспектором высшего образования Министерства образования Израиля и членом комиссии по присуждению премии премьер-министра Израиля в области литературы на иврите. Жил в Бейт-Иехошуа.

## Публикации
- Burning Ice: The Ghettos of Transnistria. University of Michigan Press, 1996. — 510 p.
- In the Footsteps of the Lost Ten Tribes. Devora Publishing Company, 2007. — 480 p.